# 前東港山
前東港山位於臺灣嘉義縣布袋鎮東港里，又名景山，標高11公尺。徒步自山腳登頂只需要40秒，被戲稱為「肉腳界的聖山」、「臺灣第一矮峰」。然而，前東港山卻也是布袋鎮的最高峰。

## 地理
前東港山海拔僅11公尺，屬於平原小土丘，主要由尚未固結的細砂堆積而成。由於該地曾經是倒風內海的一部份，前東港山被推測是該內海中較高的沙汕或沙洲的遺跡。
前東港山位於景山國小附近、前東港聖山宮的後方，山頂設有全臺最低的一等三角點:326，同時也是一等衛星控制點、一等天文點及一等重力點。三角點旁設有涼亭。而山腳下則有個約5公頃大的公園，原名「東港山公園」。該公園在2006年時呈現雜草叢生的荒廢狀態，但後來在當地里長及社區發展協會的爭取下，利用了行政院農業委員會水土保持局的推動農村再生經費進行整修，並更名為「東港3兒童公園」，成為親子遊憩場所。
天氣好時，可以從前東港山山頂眺望布袋漁港、東石漁人碼頭、好美寮溼地、鰲鼓溼地及嘉南平原。

## 歷史
前東港山的名稱源自流經該地的「前東港排水」。明治37年（1904年）繪製完成的臺灣堡圖當中，有關於前東港山的記載。在圖中，該山標高39.9尺（約12公尺），但部分後人誤以為圖中的單位是公尺，從而得出了前東港山高度降低的錯誤結論。
該山原本長滿了林投，但在日治時期，為了杜絕聚賭及私宰豬行為，當地巡查島川下令焚山，改種可作為路樹的木麻黃，山腳下也開闢成為木麻黃苗圃。到了戰後時期，布袋海防部隊也曾以該山為靶場，用作練習場地。
前東港山曾與附近的小山頭相連，原佔地3甲6分，但在1950至1960年代，因為當地靠海而土質含鹽，居民紛紛來挖山頭的土填地改善土質以提高農業生產或興建房屋，甚至有鎮公所的主管人員進行沙土販賣的行為，以至於將鄰近的小山頭剷平，前東港山則因為山頂設有一等三角點而保留至今。